# Kodachagondanahalli, Honnali
Kodachagondanahalli là một làng thuộc tehsil Honnali, huyện Davanagere, bang Karnataka, Ấn Độ.